# Elias Davidsson
Elias Eliezer Davidsson (isländische Schreibweise Elías Davíðsson; geboren als Elisha Kahn bzw. Cahn am 23. Januar 1941 im Völkerbundsmandatsgebiet Palästina; gestorben am 7. April 2022 in Deutschland), war ein in Deutschland und Reykjavík lebender isländischer Komponist und politischer Autor.

## Leben
Elisha Kahn wurde in Palästina als Sohn deutsch-jüdischer Eltern geboren, die aus Deutschland emigriert waren. Er wuchs in Jerusalem auf. Bereits als Kind trat er als Pianist auf, so 1947 mit sechs Jahren bei einem Festkonzert des Palestine Conservatoire of Music in Jerusalem. Später erhielt er in Haifa Musikunterricht bei dem Komponisten Abel Ehrlich, der sich an Kahn erinnerte als „ein 11-jähriges Genie, der nach 5 Elementartheoriestunden und 3 Harmoniestunden für ein Monsterorchester auf ein dorisches hübsches eigenes Thema Variationen schrieb“. Mit knapp 14 Jahren wurde er nach Wien geschickt, um seine musikalische Ausbildung fortzusetzen. Einige Jahre verbrachte er in Frankreich. 1959 erhielt er ein Stipendium der Stadt Köln, um an der Musikhochschule Köln bei Rudolf Petzold Musiktheorie und Komposition zu studieren.
Nach einem Aufenthalt in den USA ab 1960 ließ sich Kahn 1962 in Island nieder und heiratete dort. Er fand eine Stelle bei IBM als Informatiker (für Lochkartensysteme) und arbeitete lange Jahre in diesem Beruf. 1966 erhielt er die isländische Staatsbürgerschaft, 1969 muss er gemäß der üblichen Form isländischer Personennamen seinen Familiennamen durch ein Patronym ersetzt haben und nannte sich fortan Elias Davidsson (in isländischer Schreibweise Elías Davíðsson). 1970 schob er ein Studienjahr in Basel ein, wo er Komposition bei Klaus Huber studierte. In einem Interview mit der Zeitschrift Tíminn beschrieb er 1972 seine EDV-Tätigkeiten für IBM und die Kompositionstätigkeit, die er in der Freizeit ausübte. Daraus geht auch hervor, dass er in seinem Beruf vor allem mit Einrichtungen des Gesundheitswesens zusammenarbeitete. Er verfasste 1973 eine Beitragsserie in isländischer Sprache für das isländische Ärzteblatt zum Thema „Computertechnologie und Gesundheitswesen“. Schließlich wechselte er als EDV-Leiter zum Borgarspítalinn (Stadtspital) in Reykjavik.
1983 gab Davidsson seine IT-Tätigkeiten auf und ging wieder nach Basel, wo er zunächst diverse Musikkurse belegte. Anschließend legte er 1986 bei Janka Wyttenbach das Klavierlehrerexamen des Schweizerischen Musikpädagogischen Verbandes (SMPV) ab. Da er in der Schweiz keine Arbeitserlaubnis erhielt, kehrte er nach Island zurück, leitete dort drei Jahre lang die Musikschule in Ólafsvík und arbeitete auch als Kirchenmusiker.
Als Schauspieler wirkte er in Nebenrollen in zwei isländischen Filmen mit, 1984 in der Rolle eines Generals in Atomstation, Þorsteinn Jónssons Verfilmung des gleichnamigen Romans von Halldór Laxness, und 1995 in Tränen aus Stein von Hilmar Oddsson, einer Filmbiografie über den Komponisten Jón Leifs.
Seit 2008 lebte Elias Davidsson in Deutschland. Sein Musikverleger bezeichnete ihn als politischen Aktivisten. Er trat unter anderem für die Rechte der Palästinenser ein und befürwortete einen „gerechten Frieden in Palästina“. 2011 war er Erstunterzeichner des Antikriegsaufrufes „Frieden für Libyen – Solidarität mit dem libyschen Volk“.

## Werk

### Musik
In Island begann Elias Davidsson avantgardistische computergestützte Musik zu komponieren. Mit Geparden, impotent legte er ein Werk für das Musiktheater vor, das im Januar 1975 an den Bühnen der Landeshauptstadt Kiel aufgeführt wurde. Der Rezensent der Musikzeitschrift Melos/Neue Zeitschrift für Musik charakterisierte die „szenisch-musikalische Groteske für drei Avantgarde-Löwen und zwei assistierende Veteranen“, die den „knalleffektvollen Schlußpunkt“ eines Opernstudio-Abends gebildet habe, als „geräuschmusikalischen Scherz“. 1976 wurde bei den Nordischen Musiktagen in Reykjavík sein Klaviertrio (mit zusätzlichem Schlagwerk) aufgeführt. Es folgte Landslög, eine Fantasie nach isländischen Volksweisen.
Seit Ende der 1980er Jahre widmete sich Elias Davidsson hauptsächlich Unterrichtsstücken. Dazu gehören unter anderem das Græna bókin („Grünes Buch“) mit 36 Solostücken für Klavier, eine Sammlung mit Celloduetten und die 18 Klavierduette The Red Carousel – Das Rote Karussell. Elias Davidsson spielte neben Klavier auch Akkordeon und Lithophon.
John David White bewunderte den „engagierten Lehrer der Musik“ für den „musikalischen Weg, den er gewählt hat“ (“It is clear that he is a dedicated teacher of music and must be admired for the musical path he has taken”), nämlich vom Avantgardisten und Pionier der computergestützten Musik zum Komponisten von Unterrichtsmusik für Kinder und Musikschüler.

### Publizistik
Ab Ende der 1970er Jahre publizierte Elias Davidsson zu politischen Themen, etwa multinationale Unternehmen, Internationaler Währungsfonds, Menschenrechte, Wirtschaftssanktionen und Zionismus. Seine Texte erschienen in Sammelbänden und verschiedenen Zeitschriften wie Ossietzky; später veröffentlichte er häufig im Internet, beispielsweise im Online-Magazin Rubikon. Ab 2013 veröffentlichte er eine Reihe von Büchern zum Thema Terrorismus und äußerte sich auch in Vorträgen und Internetpublikationen dazu. In diesen bezeichnete er islamistischen Terrorismus als „Mythos“ und versuchte die False-Flag-Verschwörungstheorie zu beweisen, dass verschiedene Anschläge, darunter auch die Terroranschläge am 11. September 2001, von Regierungen inszeniert worden seien.

## Rezeption
Eine Veranstaltung mit dem Titel Terror, Lüge und Wahrheit am 3. März 2018 in Basel, bei der Davidsson gemeinsam mit Daniele Ganser, Ken Jebsen und Thomas Meyer auftrat, fand auch in der Schweizer Presse Beachtung: Vorberichte in der bz – Zeitung für die Region Basel, einen Nachrichtenbeitrag am Veranstaltungstag bei Telebasel und Nachberichte in der TagesWoche und im Tages-Anzeiger. Während in den meisten, durchweg skeptischen, Berichten die Person Daniele Ganser im Mittelpunkt stand, stellte ein einstündiges Feature im SRF-Magazin Kontext am 5. April 2018 auch Davidsson eingehender vor. Die Journalisten Christoph Keller und Lionel Mattmüller gaben Davidssons Auffassungen so wieder: „Der Anschlag auf den Weihnachtsmarkt in Berlin, das sei eine staatliche Operation gewesen, ebenso die Anschläge vom 11. September 2001 eine staatliche Operation.“ Sie blendeten Originalton Davidssons aus einem Interview mit KenFM ein, in dem er sagte: „In meinem Buch untersuche ich eben eine ganze Reihe von diesen Anschlägen und komme zur Schlussfolgerung, dass mit der Ausnahme der Anschläge in Oslo und Utoya alle anderen Anschläge wahrscheinlich oder sehr wahrscheinlich staatliche Operationen gewesen sind.“ Etwa ein Jahr später kam Michael Butter in einem Beitrag für das Schweizer Online-Magazin Republik nochmals auf die Veranstaltung zurück. Auch bei ihm stand Ganser im Zentrum, doch in diesem Zusammenhang schrieb er, Davidsson behaupte, „dass westliche Geheimdienste in Wahrheit hinter praktisch allen islamistischen Anschlägen in den letzten Jahren in Europa stecken würden“.

## Klage wegen Wikipedia
2021 verurteilte das Landgericht Koblenz einen Autor der Wikipedia erstinstanzlich zur Zahlung eines Schmerzensgeldes von 8000 € an Davidsson, da es schwerwiegende Persönlichkeitsverletzungen als gegeben ansah. In der Berufungsverhandlung wies das Oberlandesgericht Koblenz Davidssons Klage 2022 in allen Punkten ab, gab dem beklagten Wikipedia-Autor Recht und hob die Verurteilung durch die Vorinstanz auf, ohne Revision zuzulassen. Die Entscheidung wurde rechtskräftig.

## Werke

### Kompositionen (Auswahl)
- Guépardes impuissantes: musique pour 5 hommes; 3 musiciens (alto, clarinette, piano) & 2 assistants = Geparden impotent = cheetahs impotent. Partitur und Anweisungen. Roth, Zug 1975/1977.[46] Foto des Titelblatts auf der Seite der kulturhistorischen Datenbank Sarpur.
- Das rote Karussell. 18 leichte Klavierstücke, vierhändig. Isländisches Musik-Informationszentrum, Reykjavik 1989/Tónar og Steinar, Reykjavik 1999.
- Græna bókin. 36 vinsæl íslensk lög í píanóútsetningum Elíasar Davíðssonar („Das Grüne Buch. 36 populäre isländische Lieder in Klavierarrangements von Elias Davidsson“). Tónar og Steinar, Reykjavik 1994.[47]
- Celloduette und einige Stücke für 3 und 4 Violoncelli. Tónar og Steinar, Reykjavik 1995.
- Legende. Für B-Klarinette und Klavier. Edition Nepomuk, Aarau 1997.

### Schriften (Auswahl)
- Die Vasalleninsel im Nordmeer. Alusuisse in Island. In: Tobias Bauer und andere: Alusuisse : eine Schweizer Kolonialgeschichte : Silbersonne am Horizont. Limmat, Zürich 1989, ISBN 978-3-85791-145-3, S. 153–175 (Inhaltsverzeichnis).
- Hijacking America’s Mind on 9/11: Counterfeiting Evidence. Algora Publishing, 2013, ISBN 978-0-87586-972-8.
- Psychologische Kriegsführung und gesellschaftliche Leugnung: Die Legende des 9/11 und die Fiktion der Terrorbedrohung. Zambon-Verlag, Frankfurt am Main 2017, ISBN 978-3-88975-252-9.
- The Betrayal of India: Revisiting the 26/11 Evidence. Pharos Media, New Delhi 2017, ISBN 978-81-7221-088-5.
- Der gelbe Bus: Was geschah wirklich am Breitscheidplatz in Berlin? Zambon-Verlag, Frankfurt a. M. 2018, ISBN 978-3-88975-274-1.
- The London Transport Bombings of 2005: Unsolved Crime. Kindle, E-Book, 2019.
- America’s Betrayal Confirmed: 9/11. Purpose, Cover-up and Impunity. Toost Verlag, 2020, ISBN 978-9979-889-86-1.